# Rustam Kazakov
Rustam Kazakov   (Taixkent, 2 de gener de 1947) fou un lluitador tàtar de Crimea nascut a l'Uzbekistan, especialista en lluita grecoromana, que va competir sota bandera soviètica durant les dècades de 1960 i 1970.
El 1972 va prendre part en els Jocs Olímpics de Múnic, on guanyà la medalla d'or en la prova del pes gall del programa de lluita grecoromana. En el seu palmarès també destaquen dues medalles d'or, una de plata i una de bronze al Campionat del món de lluita, una de bronze al Campionat d'Europa de lluita i un títol nacional del pes gall.
En retirar-se va formar part de l'equip tècnic de les seleccions nacionals de l'URSS i Rússia.